# Torugart-Pass
Der Torugart-Pass (kirgisisch Торугарт / Torugart; chinesisch 圖嚕噶爾特山口 / 图噜噶尔特山口, Pinyin túlūgáĕrtè shānkŏu; auch Turugart) ist ein 3752 m hoher Gebirgspass im zentralasiatischen Gebirge Tianshan. Die über den Pass führende Straße verbindet das kirgisische Oblus Naryn im Norden mit dem Uigurischen Autonomen Gebiet Xinjiang im Süden, das zur Volksrepublik China gehört.
Die Passhöhe ist etwa 400 km von der kirgisischen Hauptstadt Bischkek entfernt. Über Balyktschy und Naryn, 190 km vom Pass entfernt, erreicht man die enge Torugart-Passstraße, die im Winter wegen Schnee und Lawinengefahr häufig nicht passierbar ist. In Passnähe auf kirgisischer Seite liegt im Aksaital der See Tschatyrköl.
Auf chinesischer Seite ist die Passhöhe 1630 km von Ürümqi, der Hauptstadt Xinjiangs, und 165 km von Kaschgar entfernt. Auf 2000 m Höhe, über 100 km von der Passhöhe entfernt, befindet sich die chinesische Grenzstation (吐尔尕特口岸).

## Geschichte
1881 wurde am Torugart-Pass von Russland und China erstmals eine Grenzstation errichtet. 1905 stellte der britische Konsul in Kaschgar, George Macartney, fest, dass die Russen eine 27 Fuß breite Straße von kirgisischer Seite auf den Torugart-Pass und eine halbe Meile weiter in chinesisches Gebiet gebaut hatten. 1906 erlaubte China auf russischen Druck den Weiterbau der Straße auf chinesischem Gebiet; der Bau der Straße nach Kaschgar wurde von der sino-russischen Transportbank mit 20 Millionen Rubel finanziert. 1952 löste der Torugart-Pass den 165 km südwestlich gelegenen Grenzübergang bei Irkeschtam als wichtigste Straßenverbindung zwischen Xinjiang und der damaligen Kirgisischen SSR ab. Einen literarischen Eindruck von den Umständen des Straßenbaus und Fernverkehrs der damaligen Zeit auf dieser Strecke vermitteln einige Werke von Tschingis Aitmatow, z. B. Du meine Pappel im roten Kopftuch.
In den 1960er Jahren wurde der Pass infolge des chinesisch-sowjetischen Zerwürfnisses geschlossen, 1983 jedoch wieder geöffnet. 1995 verlegte China seine Grenzstation an eine tiefer gelegene Stelle. Die Asiatische Entwicklungsbank unterstützte den Ausbau der Passstraße auf kirgisischer Seite.
Heute sind der Torugart-Pass und Irkeschtam die einzigen für grenzübergreifenden Verkehr freigegebenen Wege zwischen Kirgisistan und China. Bis 2002 war der Torugart gar der einzige von Touristen nutzbare Grenzübergang zwischen den beiden Ländern. Der Bedel-Pass wurde 2024 als weitere Verbindung freigegeben; der Ausbau zur vollen Funktionalität soll 2027 abgeschlossen sein.
Der Torugart-Pass ist wenn, dann stets nur einseitig geöffnet: Von 9 bis 13 Uhr ist der Grenzübertritt von Kirgisistan nach China, zwischen 14 und 18 Uhr in Gegenrichtung möglich. An Wochenenden und Feiertagen ist der Pass nicht überquerbar, privaten Fahrzeugen wird der Grenzübertritt kaum erlaubt. 2004 wurden registrierte Waren im Wert von 4,4 Millionen US-Dollar über den Torugart-Pass nach Kirgisistan importiert, 2005 überquerten pro Monat durchschnittlich 1430 Fahrzeuge den Pass. Die UNODC spricht jedoch von nachlässigen Kontrollen und organisiertem Schmuggel; auch sonntags seien LKWs beim Grenzübertritt zu beobachten. Der Anteil nicht registrierter von über die Pässe importierten Waren aus China in Kirgisistan wird auf 50 % geschätzt.

## Galerie

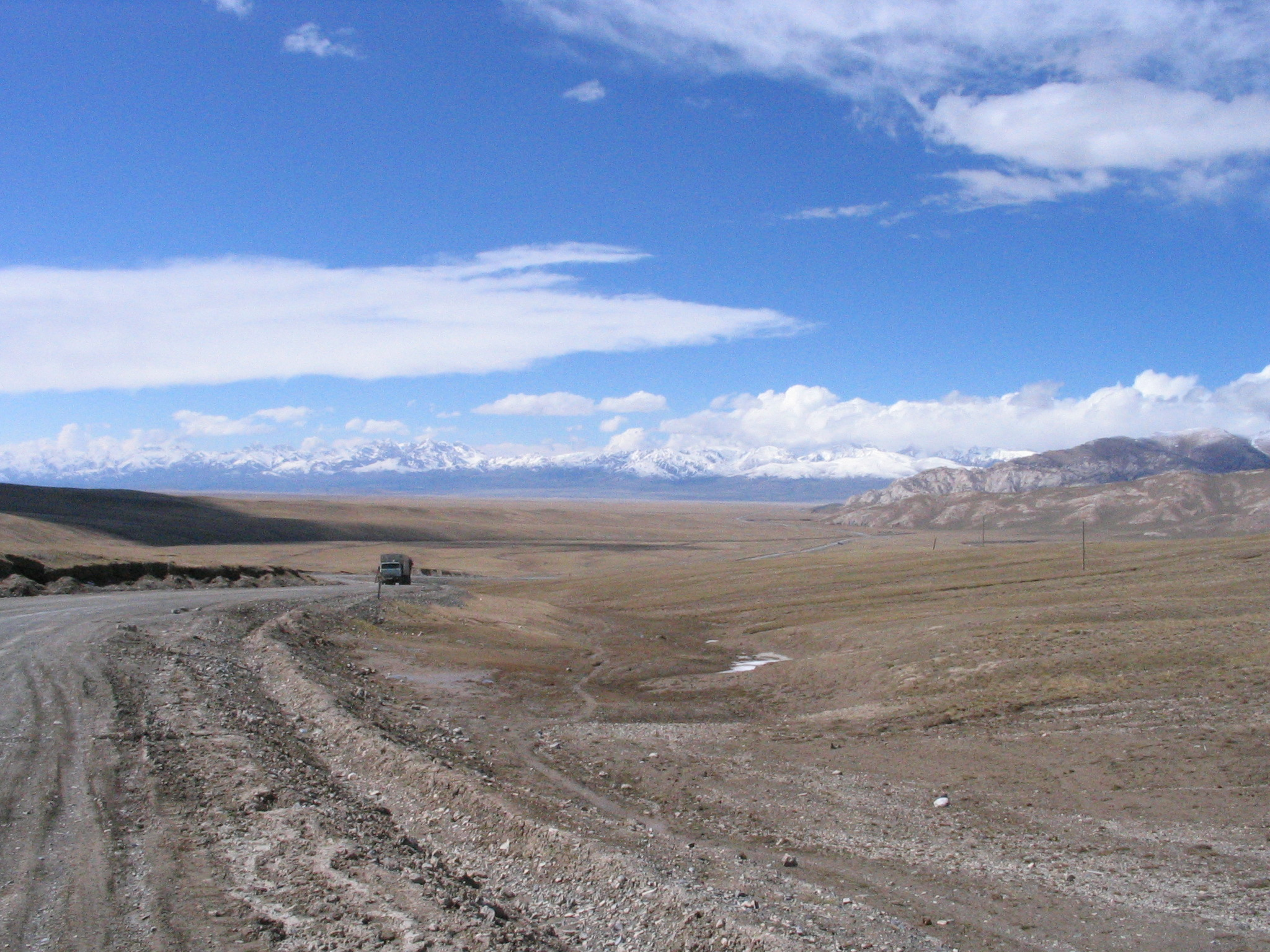
Passstraße (2005)
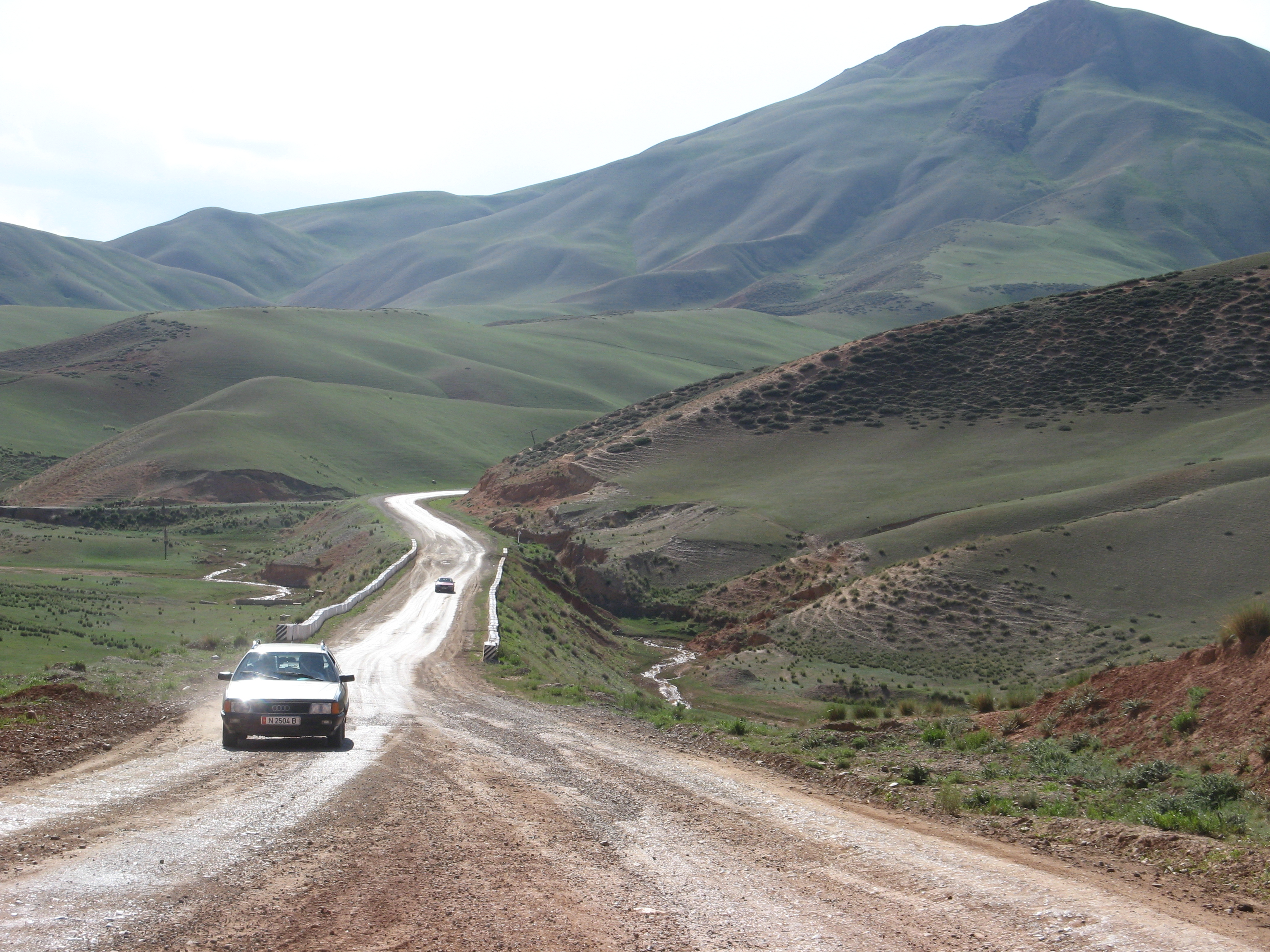
Passstraße (2008)
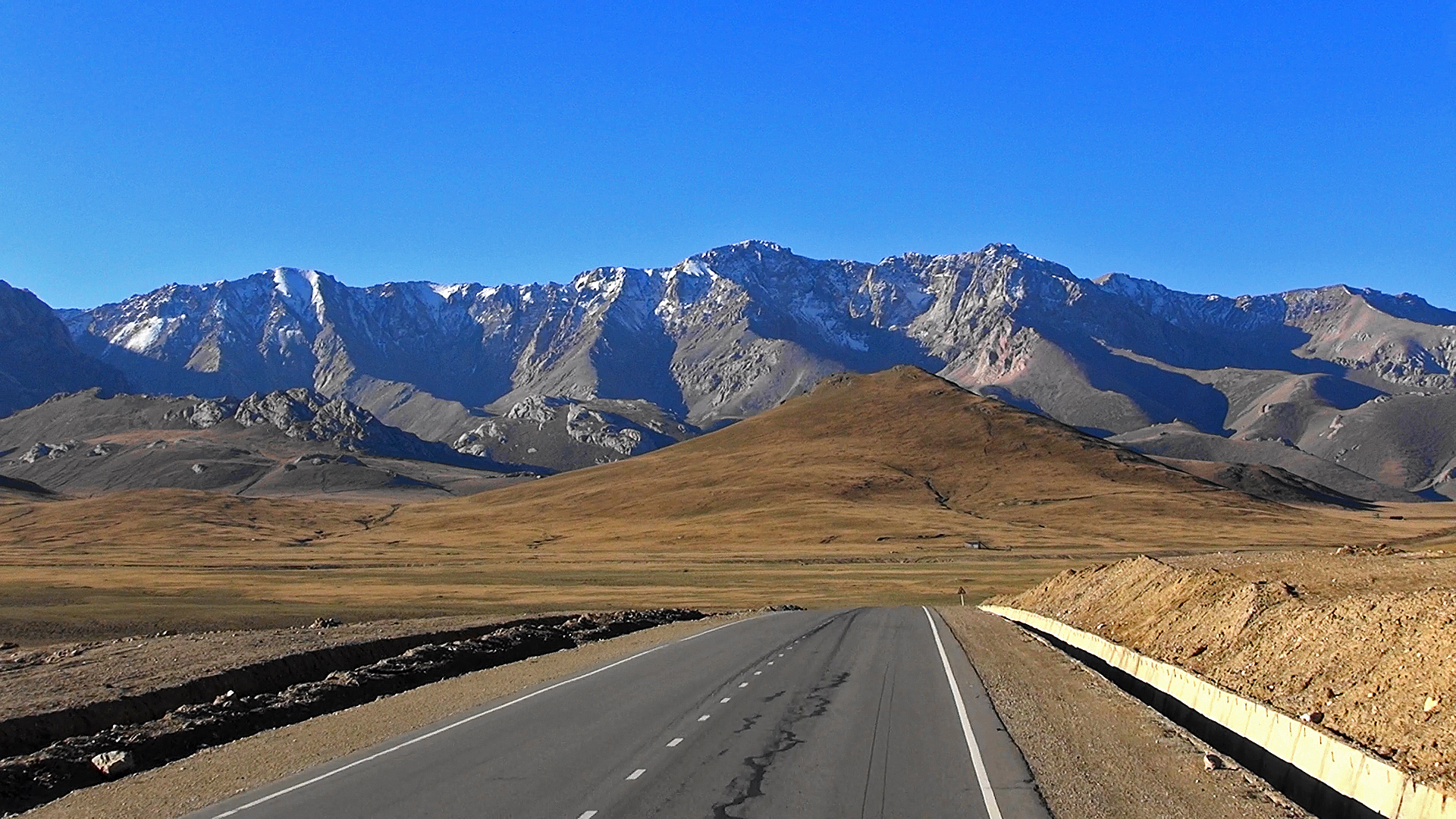
Passstraße (2015)
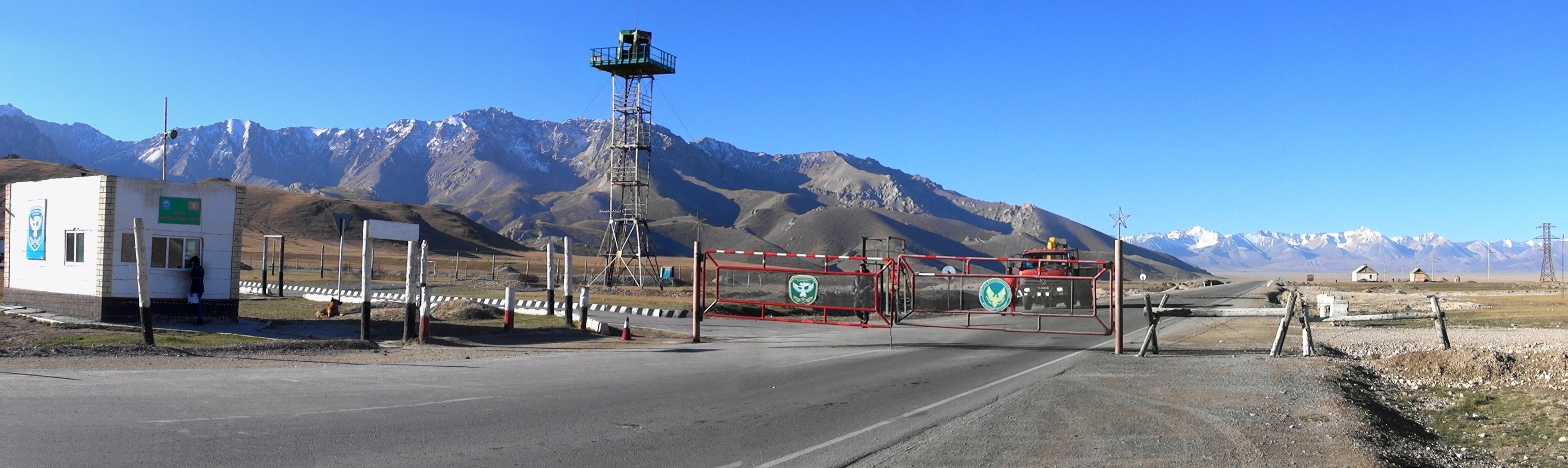
Grenz-Vorposten in Kirgisistan (2015)